# Кулундинський степ
Кулундинський степ, Кулундинська рівнина, Кулунда (рос. Кулундинская степь, Кулундинская равнина, Кулунда, каз. Құлынды даласы) — рівнина на півдні Західного Сибіру в Алтайському краї Росії і Павлодарської області Казахстану. Розташована в межиріччі Обі і Іртиша. Межує з Барабинським степом. На південному сході примикає до передгір'їв Алтаю. Площа близько 100 тисяч км². Висота в центральній частині 100—120 м, на півдні і сході до 200—250 м. Поверхня хвиляста. Для рельєфу характерне чергування високих (50—60 м) грив, витягнутих із північного сходу на південний захід, і понижень, що розділяють їх, зайнятих річками (Кучук, Кулунда, Бурла і інші) і безточними озерами з солоною або гірко-солоною водою. У озерах — запаси соди (Петуховські, Танатарські озера), глауберової (Кулундинське, Кучуцьке) і куховарської солей (Велике і Мале Ярове озера).
Клімат континентальний. Середня температура січня від −17 °C до −19 °C, липня 19—22°С. Річна кількість опадів 250—350 мм. Переважають степові ландшафти: на півночі і сході — злакові степи на південних чорноземах, на півдні і заході — полиново-злакові на каштанових ґрунтах легкого механічного складу. Під «стрічковими» сосновими борами і березово-осиковими колками — опідзолені і дернові ґрунти.
Кулундинський степ — важливий сільськогосподарський район Західного Сибіру. Значна його частина розорана і зайнята посівами зернових (переважно ярова пшениця) і технічних культур. Місцями застосовується штучне зрошування.